# Тирни, Пол (футболист)
Пол Ле́сли Ти́рни (англ. Paul Leslie Tierney; родился 15 сентября 1982) — ирландский футболист, защитник. Воспитанник клуба «Манчестер Юнайтед». Выступал за молодёжную сборную Ирландии.

## Карьера
Пол Тирни родился в Солфорде. С 1999 года тренировался в академии «Манчестер Юнайтед». В 2002 году получил приз Джимми Мерфи, вручаемый лучшему молодому игроку по итогам сезона. В клубе Тирни провёл пять лет, но за основной состав сыграл только один матч (в 2003 году в Кубке Футбольной лиги против «Вест Бромвича»). На правах аренды играл в «Кру Александра», «Колчестер Юнайтед» и «Брэдфорд Сити». В этот же период карьеры сыграл в семи матчах за молодёжную сборную Ирландии. В 2005 году перешёл в «Ливингстон».
В Шотландии Тирни провёл один сезон, покинул «Ливингстон» после выбывания команды из Премьер-лиги. В сезоне 2006/07 он сыграл тринадцать матчей за «Блэкпул», вышедший в Чемпионшип Английской футбольной лиги. В июле 2007 года на правах аренды перешёл в «Стокпорт Каунти». Завершил карьеру в 2009 году в составе «Олтрингема». После этого выступал за ряд любительских команд.
В 2013 году шотландская группа Lonely Tourist выпустила песню «Баллада о Поле Тирни».